# Nikola Matisic
Nikola Alexeij Anders Mladen Matisic, född 31 januari 1972 i Stockholm, är en svensk operasångare (lyrisk tenor).

## Biografi
Matisic debuterade vid 22 års ålder som basbaryton på Teatro Signorelli i Cortona i Italien i huvudrollen som Massimo i Cimarosas Il Convito. Han fortsatte sin karriär som tenor efter studier vid Royal Academy of Music i London och Operahögskolan (Koninklijk Conservatorium) i Haag. Matisic debuterade på Royal Opera House i Covent Garden i London i rollen som Lenskij i Eugen Onegin. Där sjöng han även Narcissus i Glucks Echo och Narcissus. Matisic var under över två år anställd som lärling på Royal Opera House där han framträdde i flera roller och medverkade på dvd-inspelningar av Sjostakovitjs Lady Macbeth från Mzensk och Verdis Don Carlo.
Han är aktiv som rådgivare och vägledare för sångstuderande och har start engagerat sig i det svenska musiklivet genom artiklar     och andra musikaliska samarbeten. Han är även engagerad för flickors och kvinnors lika rättigheter i Sverige.
Han startade sommarskolan Operalabb, tillsammans med Arbetarnas bildningsförbund, ett folkbildningsprojekt för gymnasieungdomar i Norden om operakonsten. Elever antas årligen genom prov och intervjuer, baserade på elevens intresse, fallenhet och engagemang för konstformen.
Matisic är aktiv medlem av Europaparlamentets utskott för kultur och utbildning.